# Werner Weber (Mathematiker)
Werner Weber (Werner Ludwig Eduard) (* 3. Januar 1906 in Oberstein (an d. Nahe); † 2. Februar 1975 in Hamburg) war ein deutscher Mathematiker.
Der Sohn eines Kaufmanns legte 1924 das Abitur ab. Er studierte Mathematik in Hamburg und Göttingen und legte das Lehramtsstaatsexamen (Mathematik, Physik, Biologie) in Göttingen 1928 ab. Die Promotion in Mathematik mit Auszeichnung erfolgte am 1930 in Göttingen bei Emmy Noether mit einer Dissertation: Idealtheoretische Deutung der Darstellbarkeit beliebiger natürlicher Zahlen durch quadratische Formen. In Göttingen folgte die Habilitation 1931 bei Edmund Landau, bei dem er seit 1928 Assistent war und den er 1933 nach der Beurlaubung vertrat. Landau und Noether hatten seine Dissertation als ausgezeichnet beurteilt, Weber galt aber nur als mittelmäßiger Mathematiker, und seine Nützlichkeit für Landau bestand hauptsächlich in seinen Fähigkeiten im genauen Korrekturlesen, auf die Landau viel Wert legte (nach einer damals verbreiteten Anekdote war er in der Lage, einen Kursivpunkt von einem Antiquapunkt zu unterscheiden). In Göttingen kam es 1934 zwischen Weber und anderen überzeugten Nationalsozialisten (wie seinem Freund Oswald Teichmüller) zum Streit mit dem designierten neuen Leiter des Göttinger mathematischen Instituts Helmut Hasse, der zwar auch mit den Nationalsozialisten sympathisierte, den Weber und seine Gesinnungsgenossen aber nicht für parteipolitisch zuverlässig hielten. Weber weigerte sich, ihm die Schlüssel zum Institut zu übergeben, konnte sich damit aber nicht im Ministerium durchsetzen, da man einen angesehenen Mathematiker wie Hasse in Göttingen haben wollte. Weber konnte nun nicht mehr in Göttingen bleiben. Im Sommer 1935 erhielt er die Vertretungsprofessur in Frankfurt für den in Princeton weilenden Carl Ludwig Siegel (der sich daraufhin nach Frankfurt zurückzukehren bemühte) und ging im Winter 1935 als Dozent nach Berlin. In Heidelberg vertrat er 1935–37, bevor er wieder zu Ludwig Bieberbach nach Berlin ging, wo er 1938 außerordentlicher Professor und 1939 bis 1945 außerplanmäßiger Professor wurde.
Weber war Mitglied der SA, trat aber erst am 1. Mai 1933 der NSDAP bei, obwohl er schon vorher mit den Nationalsozialisten sympathisierte. Im November 1933 unterzeichnete er das Bekenntnis der Professoren an den deutschen Universitäten und Hochschulen zu Adolf Hitler. 1945 wurde Weber wegen seines NSDAP-Engagements entlassen. Er war an der Herausgabe der Zeitschrift Deutsche Mathematik beteiligt und veröffentlichte in deren Beiheften ein Buch über die Pellsche Gleichung.
Während des Zweiten Weltkriegs arbeitete er wie Teichmüller unter Erich Hüttenhain als Kryptoanalytiker in der Chiffrierabteilung des Oberkommandos der Wehrmacht (OKW/Chi), wo es ihm unter anderem gelang, verschlüsselte japanische und polnische Nachrichten zu brechen. Laut Wolfgang Franz konnte er den späteren Änderungen des japanischen Systems aber nach nicht mehr folgen.
Ab 1946 arbeitete Weber als Verlagskorrektor in Hamburg und ab 1951 an der Privatschule „Institut Dr. Brechtefeld“ in Hamburg als Lehrer. Er hinterließ ein ausführliches Manuskript (niedergeschrieben, bevor er 1940 eingezogen wurde) über seine Auseinandersetzung mit Hasse, das als wichtige Quelle für die damaligen Vorgänge in Göttingen dient.